# Mecosarthron gounellei
Mecosarthron gounellei là một loài bọ cánh cứng trong họ Cerambycidae.